# BET Awards de 2023
A 23.ª cerimônia do BET Awards (no original em inglês: 23rd BET Awards ou 2023 BET Awards) ocorreu 25 de junho de 2023. A premiação celebra os melhores artistas da música, televisão, cinema e esportes. Além disso, a edição incluiu uma homenagem ao cinquentenário do Hip hop, contando com a participação de diversos artistas do gênero.
A premiação foi realizada no Peacock Theater em Los Angeles, Califórnia, e transmitida simultaneamente na televisão aberta na rede de televisão CBS e pela emissora privada BET Her. A cerimônia marcou a 23º edição da premiação assim como o 43º aniversário da Black Entertainment Television, assim como a segunda cerimônia sem restrição de público desde a pandemia de COVID-19.
Os indicados foram anunciados em 8 de junho de 2023. O rapper canadense Drake foi o artista mais indicado na edição, totalizando 7 indicações e seguido por GloRilla (com 6 indicações), 21 Savage e Lizzo (com 5 indicações) e Beyoncé, Burna Boy, Chris Brown, Ice Spice e SZA (com 4 indicações cada um). Dois dias antes da premiação, a organização do evento anunciou que o rapper Busta Rhymes receberia um prêmio especial em reconhecimento pela obra musical enquanto a cantora Patti LaBelle conduziria uma performance em homenagem à Tina Turner, que havia falecido um mês antes.

## Performances
A lista de artistas a se apresentar na premiação foi anunciada em 15 de junho de 2023.
- Lil Uzi Vert – "Spin Again" / "Just Wanna Rock"
- The Sugarhill Gang, MC Lyte, D-Nice e Big Daddy Kane – "Rapper's Delight" / "Cha Cha Cha" / "Call Me D-Nice" / "Raw"
- Latto – "Put It on da Floor"
- Warren G, Yo-Yo, Tyga e E-40 –	"Regulate" / "You Can't Play With My Yo-Yo" / "Rack City" / "Tell Me When To Go"
- Coco Jones – "ICU"
- Davido – "Feel" / "Unavailable"
- Quavo e Offset – "Hotel Lobby (Unc & Phew)" / "Bad and Boujee"
- Trick Daddy, Trina e Uncle Luke – "Nann Nigga" / "I Wanna Rock (Doo Doo Brown)"
- Chief Keef e Ying Yang Twins – "Faneto" / "Wait (The Whisper Song)"
- Doechii e Trillville – "Booty Drop" / "What It Is (Block Boy)" / "Some Cut"
- Jeezy, T.I. e Master P – "Dey Know" / "24's" / "Make 'Em Say Uhh!"
- Erick Sermon, Keith Murray e Redman – "Music" / "The Most Beautifullest Thing in This World"
- Doug E. Fresh, Mad Lion, Patra, Vicious – "Take It Easy"
- GloRilla – "Lick or Sum"
- Patti Labelle – "The Best"
- Fat Joe, Remy Ma, Fabolous, Styles P e Ja Rule – "All the Way Up" / "Breathe" / "Good Times" / "Put It on Me"

## Vencedores e indicados
| Álbum do Ano | Vídeo do Ano |
| --- | --- |
| - Renaissance – Beyoncé - SOS – SZA - Anyways, Life's Great – GloRilla - Breezy – Chris Brown - God Did – DJ Khaled - Her Loss – Drake e 21 Savage - Mr. Morale & the Big Steppers – Kendrick Lamar                               | - "Kill Bill" – SZA - "WE (Warm Embrace)" – Chris Brown - "2 Million Up" – Peezy, Jeezy, Real Boston Richey e Rob49 - "About Damn Time" – Lizzo - "Bad Habit" – Steve Lacy - "First Class" – Jack Harlow - "Tomorrow 2" – GloRilla e Cardi B |
| Melhor Artista Revelação | Melhor Colaboração |
| - Coco Jones - Ambré - Doechii - FLO - GloRilla - Ice Spice - Lola Brooke | - "Wait for U" – Future, Drake e Tems - "F.N.F. (Let's Go)" – GloRilla e Hitkidd - "Big Energy (Remix)" – Latto, Mariah Carey e DJ Khaled - "Call Me Every Day" – Chris Brown e WizKid - "Boy's a Liar Pt. 2" – PinkPantheress e Ice Spice - "Can't Stop Won't Stop" – King Combs e Kodak Black - "Creepin'" – Metro Boomin, The Weeknd, 21 Savage - "Tomorrow 2" – GloRilla e Cardi B                     |
| Melhor Artista Feminina de R&B/Pop | Melhor Artista Masculino de R&B/Pop |
| - SZA - Ari Lennox - Beyoncé - Coco Jones - H.E.R. - Lizzo - Tems | - Usher - Chris Brown - Blxst - Brent Faiyaz - Burna Boy - Drake - The Weeknd |
| Melhor Artista Feminina de Hip Hop | Melhor Artista Masculino de Hip Hop |
| - Latto - GloRilla - Cardi B - Coi Leray - Ice Spice - Megan Thee Stallion - Nicki Minaj | - Kendrick Lamar - 21 Savage - Drake - Future - J. Cole - Jack Harlow - Lil Baby |
| Melhor Grupo | Melhor Artista Gospel Dr. Bobby Jones |
| - Drake & 21 Savage - City Girls - Dvsn - FLO - Maverick City Music & Kirk Franklin - Quavo & Takeoff - Wanmor | - "Bless Me" – Maverick City Music & Kirk Franklin - "Finished (Live)" – Tamela Mann - "I've Got Joy" – CeCe Winans - "Kingdom" – Maverick City Music & Kirk Franklin, Naomi Raine e Chandler Moore - "New" – Tye Tribbett - "One Moment from Glory" – Yolanda Adams - "The Better Benediction (Pt.2)" – PJ Morton, Lisa Knowles-Smith, Le'Andria Johnson, Keke Wyatt, Kierra Sheard e Tasha Cobbs Leonard |
| Prêmio BET Her | Melhor Diretor do Ano |
| - "Break My Soul" – Beyoncé - "About Damn Time" – Lizzo - "Boy's a Liar Pt. 2" – PinkPantheress e Ice Spice - "Her" – Megan Thee Stallion - "Lift Me Up" – Rihanna e Ludwig Göransson - "Players" – Coi Leray - "Special" – Lizzo | - Teyana Taylor - A$AP Rocky - Benny Boom - Burna Boy - Cole Bennett - Dave Free - Director X |
| Melhor Filme | BET YoungStars |
| - Black Panther: Wakanda Forever - Creed III - Emancipation - Nope - The Woman King - Till - Whitney Houston: I Wanna Dance with Somebody                                                                                         | - Marsai Martin - Akira Akbar - Alaya High - Demi Singleton - Genesis Denise Hale - Thaddeus J. Mixson - Dylan Gilmer |
| Melhor Atriz | Melhor Ator |
| - Angela Bassett - Coco Jones - Janelle James - Janelle Monáe - Keke Palmer - Viola Davis - Zendaya | - Damson Idris - Amin Joseph - Brian Tyree Henry - Daniel Kaluuya - Demetrius Flenory Jr. - Donald Glover - Michael B. Jordan |
| Atleta Feminina do Ano | Atleta Masculino do Ano |
| - Angel Reese - Alexis Morris - Allyson Felix - Candace Parker - Naomi Osaka - Serena Williams - Sha'Carri Richardson | - Jalen Hurts - Aaron Judge - Bubba Wallace - Gervonta Davis - LeBron James - Patrick Mahomes - Stephen Curry |
| Melhor Artista Internacional | Melhor Artista Revelação Internacional |
| - Burna Boy - Ayra Starr - Aya Nakamura - Central Cee - Ella Mai - K.O. - L7nnon - Stormzy - Tiakola - Uncle Waffles | - Libianca - Asake - Camidoh - FLO - Maureen - MC Ryan SP - Pabi Cooper - Raye - Werenoi |
| Prêmio Life Achievement | |
| - Busta Rhymes | |